# Npm
npm (Node.js package manager) je správce balíčků pro JavaScript, výchozí správce balíčků pro prostředí Node.js.

## Komponenty
- klient příkazové řádky, nazvaný npm
- on-line databáze veřejných/bezplatně publikovaných a placených soukromých balíčků, nazvaný npm registry

K npm registry lze přistupovat (interně a programově) klientem nebo (uživatelsky) přes webové stránky. Tento software spravuje společnost npm, Inc., projekt má uložen na GitHubu pod licencí Artistic Licence 2.0 – jeho zakladatelem je Isaac Z. Schlueter, který npm začal psát 12. ledna 2010; dalšími vývojáři jsou např. Rebecca Turner, Kat Marchán.